# Powiat de Tomaszów Lubelski
Pour les articles homonymes, voir Tomaszów Lubelski (homonymie).
Le powiat de Tomaszów Lubelski (en polonais, powiat tomaszowski) est un powiat appartenant à la voïvodie de Lublin, dans le sud-est de la Pologne.
Il est né le 1er janvier 1999, à la suite des réformes polonaises de gouvernement local passées en 1998. 
Le siège administratif (chef-lieu) du powiat est la ville de Tomaszów Lubelski, située à 107 kilomètres (km) au sud-est de la capitale régionale Lublin (capitale de la voïvodie). Il y a trois autres villes dans le powiat: Tyszowce, située à 28 kilomètres (km) au nord-est de Tomaszów Lubelski, Łaszczów, située à 25 kilomètres (km) à l'est de Tomaszów Lubelskiaszów et Lubycza Królewska, située à 16 kilomètres (km) au sud-est de Tomaszów Lubelskiaszów.
Le district couvre une superficie de 1 487,1 kilomètres carrés. En 2006, sa population totale est de 88 343 habitants, avec une population pour la ville de Tomaszów Lubelski de 20 118 habitants, pour la ville de Tyszowce de 2 242 habitants, pour la ville de Łaszczówde 2 300 habitants, pour la ville de Lubycza Królewska 1 800 habitants et une population rurale de 61 883 habitants.

## Division administrative
Le powiat de Tomaszów Lubelski comprend 13 gminy (communes) (1 urbaine, 3 urbaines-rurales et 9 rurales) :
- 1 commune urbaine : Tomaszów Lubelski ;
- 3 communes urbaines-rurales : Łaszczów, Lubycza Królewska et Tyszowce ;
- 9 communes rurales : Bełżec, Jarczów, Krynice, Rachanie, Susiec, Tarnawatka, Telatyn, Tomaszów Lubelski et Ulhówek.

Celles-ci sont inscrites dans le tableau suivant, dans l'ordre décroissant de la population.
| Gmina                                                   | Type         | Supérficie (km²) | Population (2006) | Chef-lieu           |
| Tomaszów Lubelski                                       | urbain       | 13,3             | 20 118            |                     |
| Gmina Tomaszów Lubelski                                 | rural        | 170,8            | 10 886            | Tomaszów Lubelski * |
| Gmina Susiec                                            | rural        | 190,5            | 7 822             | Susiec              |
| Gmina Lubycza Królewska                                 | urbain-rural | 208,9            | 7 115             | Lubycza Królewska   |
| Gmina Łaszczów                                          | urbain-rural | 128,2            | 6 503             | Łaszczów            |
| Gmina Tyszowce                                          | urbain-rural | 129,5            | 6 258             | Tyszowce            |
| Gmina Rachanie                                          | rural        | 94,1             | 5 676             | Rachanie            |
| Gmina Ulhówek                                           | rural        | 146,6            | 5 203             | Ulhówek             |
| Gmina Telatyn                                           | rural        | 109,7            | 4 461             | Telatyn             |
| Gmina Tarnawatka                                        | rural        | 82,7             | 4 050             | Tarnawatka          |
| Gmina Krynice                                           | rural        | 73,6             | 3 634             | Krynice             |
| Gmina Jarczów                                           | rural        | 107,5            | 3 618             | Jarczów             |
| Gmina Bełżec                                            | rural        | 33,5             | 2 999             | Bełżec              |
| * Le siège ne fait pas partie du territoire de la gmina |              |                  |                   |                     |

## Histoire
De 1975 à 1998, les différentes gminy du powiat actuel appartenaient administrativement de l'ancienne voïvodie de Zamość et de l'ancienne voïvodie de Lublin.

Depuis 1999, il fait partie de la nouvelle voïvodie de Lublin.